# ملعب العهد
ملعب نادي العهد هو ملعب كرة قدم يقع في منطقة الأوزاعي بمدينة برج البراجنة، بقضاء بعبدا اللبناني. و يتسع المعلب لحضور حوالي 480 متفرج.